# UN-Institut für Abrüstungsforschung
Das englisch United Nations Institute for Disarmament Research (UNIDIR) ‚Institut der Vereinten Nationen für Abrüstungsforschung‘ ist eine Forschungseinrichtung der Vereinten Nationen im Bereich Sicherheit und Rüstungskontrolle mit Sitz in Genf.

## Geschichte
Das United Nations Institute for Disarmament Research (UNIDIR) wurde 1980 durch die UN-Generalversammlung gegründet, um Staaten und die Weltgemeinschaft über Fragen der internationalen Sicherheit (Kapitel I der Charta der Vereinten Nationen) zu informieren, bei Anstrengungen zur Abrüstung zu unterstützen und Fortschritte hin zu mehr Sicherheit sowie ökonomische und soziale Entwicklung für alle zu erleichtern.
In Anerkennung der Notwendigkeit von objektiver, empirischer und umfassender Erforschung von Abrüstung und Sicherheit legte die UN-Vollversammlung fest, dass UNIDIR eine autonome Einheit im System der Vereinten Nationen sein sollte und seine Arbeit so in wissenschaftlicher Unabhängigkeit durchgeführt werden kann. Der Direktor der UNIDIR berichtet jedes Jahr vor der UN-Generalversammlung über die Aktivitäten des Instituts.
UNIDIR hat seine Zentrale in Genf, dem internationalen Zentrum für Sicherheit und Abrüstungsfragen, Standort der UN-Konferenz für Abrüstung (UNCD) und globaler Brennpunkt für humanitäre Themen wie Menschenrechte, Flucht, Migration, Gesundheit und Arbeit.
Die Arbeit von UNIDIR wird finanziert durch Beiträge von Regierungen und Stiftungen.

## Forschungsbereiche
2018 beschloss das Kuratorium des UNIDIR für die Zeit bis 2020 folgende Forschungsagenda:
- Massenvernichtungswaffen und andere strategische Waffen – Reduzierung des Einsatzrisikos von Nuklearwaffen; Erfahrungen und Ansätze für Einhaltung und Durchsetzung;Verbreitung von Kooperation im Umgang mit Massenvernichtungswaffen; Sicherheit und Nachhaltigkeit im Weltraum

- Konventionelle Waffen – Urbanisierung von Gewalt:  Ausdehnung von Waffenkontrolle in neuen Umgebungen; Waffen und Munitionsverwaltung: Unterstützung länderspezifischer Ansätze; Waffenkontrolle bei Konfliktprävention und friedenerzwingenden Maßnahmen

- Neuartige Waffentechnologien – Vorbeugung, Abwehr und Beantwortung bösartiger Cyberattacken; Mitberücksichtigung des Privatsektors; Erforschung der Auswirkungen zunehmender Autonomie

- Genderaspekte in der Abrüstungpolitik  – Unterstützung von Dialog und Austausch über Weiterentwicklungsmöglichkeiten, Entwicklung entsprechender Instrumente

## Organisation
Alle inneren Abläufe und Forschungsaktivitäten des UNIDIR werden durch das Kuratorium und den Direktor kontrolliert. Das Kuratorium dient auch dem UN-Generalsekretär als Beratungsgremium in Abrüstungsfragen. Die Mitglieder des Kuratoriums werden von ihm für jeweils zwei Jahre berufen.

### Direktor
Direktor des UNIDIR ist seit 2021 Robin Geiß (Deutschland), zuvor Professor für Internationales Recht und Sicherheit an der Universität Glasgow. Seine Vorgängerin war Renata Dwan (Irland), die das Amt seit 2018 innehatte.

### Kuratorium
2019 waren folgende Personen Mitglieder des Kuratoriums:
| Name                   | Herkunft               | Funktion |
| ---------------------- | ---------------------- | --- |
| Stefan Kongstad        | Norwegen               | Leiter des Kuratoriums, Botschafter und Ständiger Repräsentant Norwegens bei der OSZE in Wien                                                                             |
| Setsuko Aoki           | Japan                  | Jura-Professorin an der Keiō-Universität, Tokio |
| Semla Ashipala-Musavyi | Namibia                | Botschafterin, Staatssekretärin im Ministerium für Internationale Beziehungen und Kooperation in Windhoek                                                                 |
| Corentin Brustlein     | Frankreich             | Wissenschaftlicher Mitarbeiter am Studienzentrum für Internationale Sicherheit des Institut Francais Relations Internationales in Paris                                   |
| Lucia Dammert          | Peru                   | Außerordentliche Professorin an der Universidad de Chile in Santiago |
| Lewis A. Dunn          | Vereinigte Staaten     | Früherer US-Botschafter bei der Nachfolgekonferenz des Atomwaffensperrvertrags, Virginia                                                                                  |
| Fu Cong                | Volksrepublik China    | Botschafter, Generaldirektor der Abteilung für Waffenkontrollpolitik im chinesischen Außenministerium, Peking                                                             |
| Arminka Helic          | Vereinigtes Königreich | Mitglied des House of Lords im Vereinigten Königreich, London |
| Anton Khlopkov         | Russland               | Direktor des Zentrums für Energie- und Sicherheitsstudien, Moskau |
| Amandeep Gill          | Indien                 | Botschafter, Ständiger Repräsentant Indiens bei der UN-Konferenz für Abrüstung (UNDC) in Genf (z. Z. beurlaubt)                                                           |
| Merel Noorman          | Niederlande            | Assistenz-Professorin an der Universität Tilburg, Tilburg |
| Enkhtsetseg Ochir      | Mongolei               | Botschafterin der Mongolei in Schweden, Stockholm |
| Abiodun Williams       | Sierra Leone           | Direktor des Institute for Global Leadership, Professor für Praktische Internationale Politik an der Fletcher School of Law and Diplomacy der Tufts University in Medford |
| Motaz Zahran           | Ägypten                | Botschafter, Stellvertretender Außenminister, Kairo |
| Renata Dwan            | Irland                 | Leiterin der UNIDIR |

## Nachweise
1. ↑  UNIDIR | Building a more secure world. Abgerufen am 7. August 2025 (britisches Englisch).
2. ↑  Focus Areas → UNIDIR. 17. März 2023, abgerufen am 7. August 2025 (britisches Englisch).
3. ↑  https://unidir.org/about/the-institute/board-of-trustees